# Geert Corstens
Geert Corstens (ur. 1946 r.) – holenderski prawnik karnista, w latach 2008–2014 prezes Sądu Najwyższego.

## Życiorys
Urodzony w 1946 roku. W 1969 roku ukończył prawo na Uniwersytecie im. Radbouda w Nijmegen, po czym w 1974 obronił doktorat na Universiteit van Amsterdam. W latach 1975–1977 pracował w firmie prawniczej, a następnie od 1977 do 1992 roku był prokuratorem w Arnhem, po czym na trzy lata został profesorem prawa kryminalnego w Nijmegen. W tym samym 1995 roku został członkiem Sądu Najwyższego, a w 2006 roku jego wiceprezesem. Od 2008 do 2014 roku pełnił funkcję prezesa tej instytucji.
Autor popularnego podręcznika prawa kryminalnego z 1993 roku.